# فرلگس
فرلگس (انگلیسی: Ferrellgas) شرکت توزیع گاز آمریکایی است، که در سال ۱۹۳۹ تأسیس شد.